# ناک، شهرستان مایو
ناک، شهرستان مایو (به انگلیسی: Knock) یک منطقهٔ مسکونی در ایرلند است که در شهرستان مایو واقع شده‌است.

## خصوصیات
ناک ۸۱۱ نفر جمعیت دارد و ۷۸ متر بالاتر از سطح دریا واقع شده‌است.